# Conselho de Autodefesa da Ambazônia
Conselho de Autodefesa da Ambazônia (em inglês:  Ambazonia Self-Defence Council, ASC) é uma organização  que consiste em várias milícias que lutam pela independência da República Federal da Ambazônia, incluindo os Dragões Vermelhos, os Tigres da Ambazônia, Sete Karta, os Guerreiros Fantasmas de Manyu, o Exército de Restauração da Ambazônia e possivelmente outras.  Coletivamente, essas milícias possivelmente superam as Forças de Defesa da Ambazônia e a SOCADEF. 
O Conselho de Autodefesa da Ambazônia foi criado pelo Governo Interino da Ambazônia em março de 2018. O Governo Interino pretendia incluir todas as milícias separatistas, inclusive as Forças de Defesa da Ambazônia; no entanto, esta recusou-se a aderir, optando pela cooperação e não pela integração. Não está claro se o Conselho de Autodefesa da Ambazônia tem uma estrutura de comando centralizada, embora, dada a natureza local de suas milícias, isso seja improvável. 
Em março de 2019, foi criado o Conselho de Libertação dos Camarões do Sul. Dias depois, declarou o fim imediato de um bloqueio na Divisão de Fako, previamente declarado pelo Governo Interino. Embora o Conselho de Autodefesa da Ambazônia seja leal ao governo provisório e o governo provisório fosse parte do Conselho de Libertação dos Camarões do Sul, o Conselho de Autodefesa recusou-se contudo encerrar o bloqueio.  Em sua recusa em obedecer à ordem, foi citada a falta de consulta pelo Conselho de Libertação dos Camarões do Sul. 